# Schizaphis dubia
Schizaphis dubia är en insektsart som beskrevs av Huculak 1968. Schizaphis dubia ingår i släktet Schizaphis och familjen långrörsbladlöss. Arten är reproducerande i Sverige. Inga underarter finns listade i Catalogue of Life.